# Martin Luther King Sr.
Martin Luther King Sr., född 19 december 1899, död 11 november 1984, var en amerikansk baptistpastor. Han var far till Martin Luther King.